# Pons Aluti

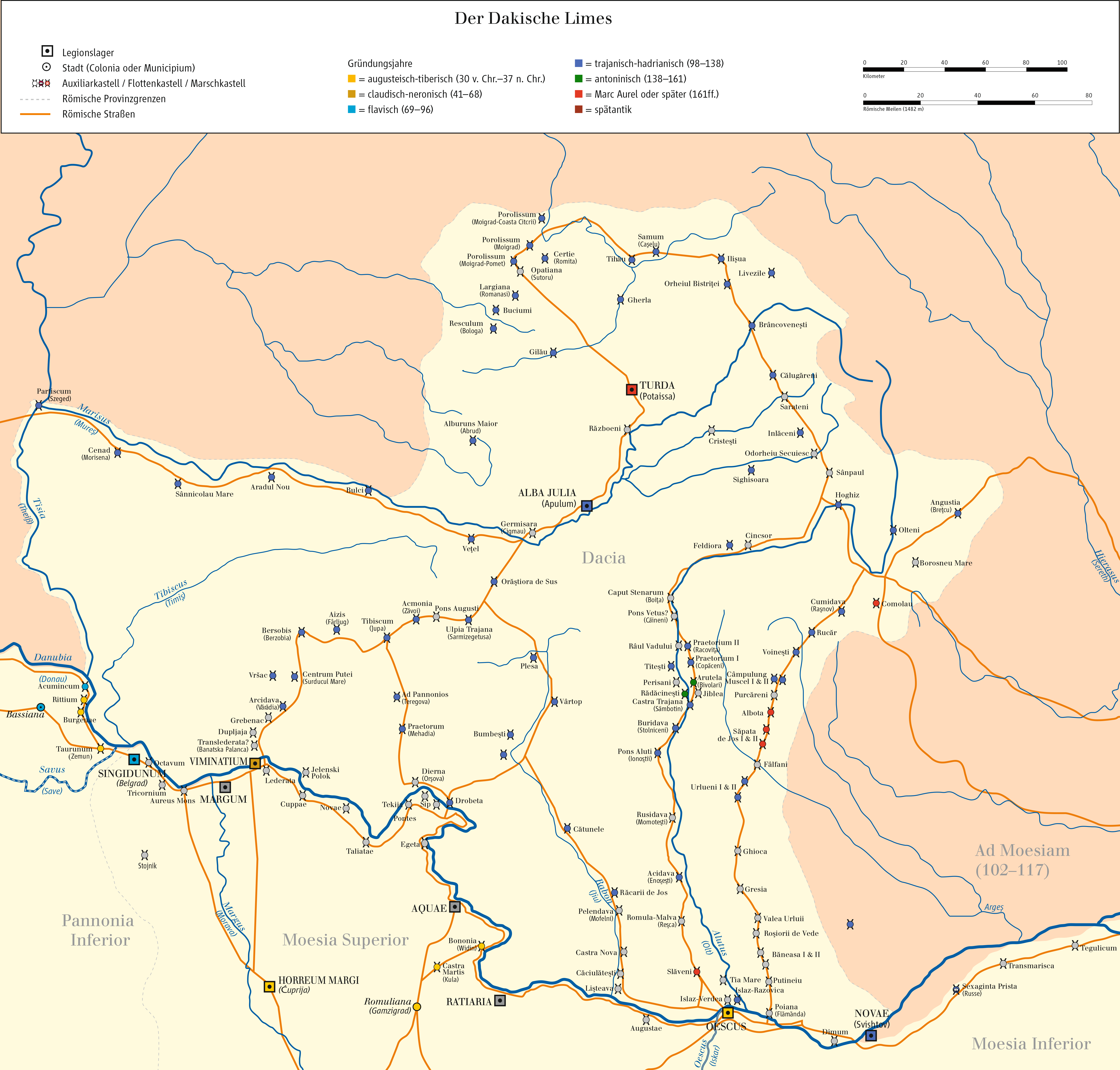
Pons Aluti im Verlauf der dakischen Limites

Pons Aluti (deutsch: „Brücke des Olt“) ist der antike Name des römischen Auxiliartruppenlagers Kastell Ioneștii Govorei auf dem heutigen Gebiet der Gemeinde Ionești, Kreis Vâlcea in der rumänischen Region Walachei.

## Lage
Im heutigen Siedlungsbild liegt das Bodendenkmal am östlichen Rand des Dorfes. Topographisch befindet es sich auf einem Berg am rechten Ufer des Olt (lateinisch: Alutus). Im Gelände sind keinerlei Spuren des ehemaligen Kastells mehr zu sehen. In antiker Zeit war es ein früher Bestandteil des Limes Alutanus. Wie bei allen anderen Kastellen dieser Limeslinie wird auch die Besatzung von Pons Aluti primär die Aufgabe gehabt haben, den Verkehr auf dem Olt und auf der parallel dazu verlaufenden Limesstraße zu kontrollieren. Administrativ befand sich das Militärlager zunächst in der Provinz Dacia inferior, später in der Dacia Malvensis.